# 亚马逊漂流记
《亚马逊漂流记》（法語：La Jangada）是法国作家儒勒·凡尔纳的一部冒险小说，1881年初版。小说最初于1881年1月1日至12月1日在《教育与娱乐杂志》上连载。故事场景设定在南美洲，场景主要设定在一种传统运输工具——帆木筏上。

## 情节
书中的主人公乔阿姆·加拉尔是秘鲁的一座大庄园的主人，他勤劳善良，将一切管理得井井有条。老庄园主临死前将女儿雅基塔托付给他，两人结合后有一子一女，贝尼托和米娜。为了参加米娜和未婚夫马诺埃尔在贝伦的婚礼，一家人打造了一座大木筏，沿亚马逊河顺流而下。在出发前的一次打猎中，混血女仆丽娜偶然救起了因迷路而准备寻短见的理发师弗拉戈索。在漂流途中，弗拉戈索遇到了追捕逃奴的森林队长托雷斯，贝尼托便邀请他加入旅程。鬼鬼祟祟的托雷斯一路上引发了众人不快，在快下船时，他向乔阿姆揭示他知道其真实身份——其实加拉尔便是二十多年前因钻石抢劫案被判死刑的达哥斯塔，可他是无辜的，并成功越狱。托雷斯知道真凶其实是奥脱加，他后来穷困潦倒成为了托雷斯的同事，死前向后者揭示了真像，并遗下一份用密码撰写的自白书。然而托雷斯却背叛了死者的嘱托，并以此文件要挟乔阿姆让其把女儿嫁给他，乔阿姆拒绝了。
乔阿姆到巴西的真实目的其实是为了自首，而多年前他的辩护律师里贝罗此时已晋升为大法官，后者一直相信乔阿姆是无辜的。然而，里贝罗不幸病逝，新任的雅里基茨法官毫不犹豫的将乔阿姆收监。乔阿姆向新法官坦白一切，并告知托雷斯身上很可能有重要物证。然而托雷斯却在与贝尼托的决斗中死掉，尸体沉入了亚马逊河。贝尼托等这时才知道可能存在重大物证，他穿潜水衣搜寻整个河段以图找回尸体，就在他看到尸体时被电鳗击晕，幸运的是尸体由于受到礼炮所引发的振动波自动浮上了河面。当他们终于把藏在小金属盒中的文件交给雅里基茨法官时，却怎么也破译不了其中包含的密码。里约热内卢的维持原判的命令已送达，法官此时已完全相信乔阿姆的无辜，默许贝尼托等帮助他越狱，可是乔阿姆却拒绝继续逃亡。关键时刻，弗拉戈索带回他从森林大队打听到的消息，有一个叫奥脱加的人在近期死去。法官凭借“奥脱加”这个名字最终从最后一段破译了文件，宣判乔阿姆无罪。马诺埃尔和米娜、弗拉戈索和丽娜同时举办了婚礼。